# Agnieszka Szwarnóg
Agnieszka Szwarnóg (ur. 28 grudnia 1986 w Myślenicach) – polska lekkoatletka specjalizująca się w chodzie sportowym. 

## Kariera
W 2011 zajęła ósmą lokatę na uniwersjadzie. Reprezentantka Polski w pucharze świata w chodzie sportowym oraz pucharze Europy w chodzie.
Medalistka mistrzostw Polski seniorów ma w dorobku trzy srebrne (Bydgoszcz 2006, Bielsko-Biała 2012 i Kraków 2015) oraz jeden medal brązowy (Warszawa 2011). Stawała na podium halowych mistrzostw kraju zdobywając dwukrotnie złoto (Toruń 2015 i Toruń 2019), dwa srebra (Spała 2009 oraz Toruń 2016) i brąz (Spała 2010). Zdobywała medale mistrzostw Polski młodzieżowców.
W 2007 była druga w mistrzostwach Austrii w chodzie, a w 2011 zajęła drugie miejsce w mistrzostwach Niemiec. W finale chodu na 20 km Letnich Igrzysk Olimpijskich 2012 zajęła 22. miejsce.
Rekord życiowy: chód na 20 kilometrów – 1:30:50 (9 kwietnia 2016, Podiebrady).
Ukończyła architekturę na Politechnice Krakowskiej.

## Osiągnięcia
| Rok  | Impreza                                | Miejsce              | Pozycja     | Wynik   |
| ---- | -------------------------------------- | -------------------- | ----------- | ------- |
| 2010 | Puchar świata w chodzie sportowym      | Chihuahua            | 50. miejsce | 1:51:51 |
| 2011 | Puchar Europy w chodzie sportowym      | Olhão da Restauração | 32. miejsce | 1:39:45 |
| 2011 | Uniwersjada                            | Shenzhen             | 8. miejsce  | 1:41:21 |
| 2012 | Puchar świata w chodzie sportowym      | Sarańsk              | 35. miejsce | 1:37:14 |
| 2012 | Igrzyska olimpijskie                   | Londyn               | 22. miejsce | 1:31,14 |
| 2013 | Puchar Europy w chodzie sportowym      | Dudince              | 16. miejsce | 1:35:30 |
| 2015 | Puchar Europy w chodzie sportowym      | Murcja               | 23. miejsce | 1:33:49 |
| 2016 | Drużynowe mistrzostwa świata w chodzie | Rzym                 | –           | DNF     |
| 2016 | Igrzyska olimpijskie                   | Rio de Janeiro       | 44. miejsce | 1:38:01 |